# Panavia Tornado ADV
Panavia Tornado Air Defence Variant (ADV - Biến thể phòng không của Panavia Tornado) là một phiên bản máy bay tiêm kích đánh chặn của Panavia Tornado đang phục vụ trong biên chế của Không quân Hoàng gia Anh (RAF). Chuyến bay đầu tiên của loại máy bay này diễn ra ngày 27 tháng 10-1979 và được đưa vào phục vụ vào năm 1986. Nó được thiết kế nhằm đánh chặn các máy bay ném bom của Liên Xô nếu xảy ra chiến tranh. Tornado ADV bán cho Không quân Hoàng gia Saudi (RSAF)là loại có tiêu chuẩn F3. Cả RAF và RSAF đều đã thay thế Tornado ADV bằng loại Eurofighter Typhoon.

## Thông số kỹ thuật (Tornado F3)

### Đặc điểm riêng
- Tổ lái: 2
- Chiều dài: 18.7 m (61.3 ft)
- Sải cánh:
  - Tại vị trí 25°: 13.91 m (45.6 ft)
  - Tại vị trí 67°: 8.60 m (28.2 ft)
- Chiều cao: 5.95 m (19.5 ft)
- Diện tích cánh: 26.6 m² (286 sq ft)
- Trọng lượng rỗng: 14,500 kg (32,000 lb)
- Trọng lượng cất cánh: 21,546 kg (47,500 lb)
- Trọng lượng cất cánh tối đa: 28,000 kg (61,700 lb)
- Động cơ: 2× Turbo-Union RB199-34R, 73 kN (16,410 lbf) mỗi chiếc

### Hiệu suất bay
- Vận tốc cực đại: 1,262 knot (1,452 mph, Mach 2.27, 2,338 km/h)
- Vận tốc hành trình:
- Tầm bay: 755 nmi (869 mi, 1,390 km), 2,300 nmi (2,650 mi, 4,265 km) với 4 thùng nhiên liệu phụ
- Trần bay: 15,240 m (50,000 ft)
- Vận tốc lên cao:
- Lực nâng của cánh:
- Lực đẩy/trọng lượng: 0.56

### Vũ khí
- Súng: 1× pháo quay Mauser BK-27, 180 viên đạn
- Giá treo: 10 có khả năng mang 9,000 kg (19,800 lb) vũ khí, thùng nhiên liệu phụ bỏ được và thiết bị ECM gắn ngoài.
- Tên lửa:
  - 4× British Aerospace Skyflash hoặc AIM-120 AMRAAM
  - 4× AIM-9 Sidewinder hoặc AIM-132 ASRAAM

### Hệ thống điện tử
- Radar Marconi/Ferranti AI.24 Foxhunter

### Máy bay có cùng sự phát triển
- Panavia Tornado IDS
- Panavia Tornado ECR

### Máy bay có tính năng tương đương
- F-14 Tomcat
- F-15 Eagle